# Варашский район
Варашский райо́н (укр. Вараський район) — административная единица на северо-западе Ровненской области Украины. Административный центр — город Вараш.

## История
Район образован Постановлением Верховной рады Украины от 17 июля 2020 года в результате административно-территориальной реформы, в его состав вошли территории:
- Владимирецкого района (за исключением Городецкого сельского совета),
- Заречненского района,
- а также города областного значения Вараш.

## Население
Численность населения района — 139,0 тыс. человек.

## Административное устройство
Район делится на 8 территориальных общин (громад), в том числе 1 городскую, 3 поселковые и 4 сельские общины (в скобках — их административные центры):
- Городские:
  - Варашская городская община (город Вараш);
- Поселковые:
  - Владимирецкая поселковая община (посёлок Владимирец),
  - Заречненская поселковая община (посёлок Заречное),
  - Рафаловская поселковая община (посёлок Рафаловка);
- Сельские:
  - Антоновская сельская община (село Антоновка),
  - Каноничская сельская община (село Каноничи),
  - Локницкая сельская община (село Локница),
  - Полицкая сельская община (село Полицы).